# ICOM Simulations
ICOM Simulations war ein Softwareunternehmen in Wheeling in den Vereinigten Staaten, das von 1981 bis 1994 tätig war. Das Unternehmen produzierte einige der ersten Point-and-Click-Adventures und war ein Pionier der Veröffentlichung von Multimedia-Spielen auf CD-ROM.
Neben seinem Hauptgeschäft als Drittentwickler, wie vor allem für das TurboGrafx 16, die amerikanische Version der PC-Engine, brachte ICOM auch zahlreiche eigene Spieletitel auf den Markt. Größere Bekanntheit erlangten die sogenannten MacVenture-Adventures, darunter vor allem Shadowgate und die in Full Motion Video entwickelte Reihe Sherlock Holmes: Consulting Detective.

## Geschichte

### TMQ Software und ICOM Simulations
Das Unternehmen wurde von Tod Zipnick im März 1981 zunächst unter dem Namen TMQ Software gegründet, einer Abkürzung für „Trademark of Quality“. In den ersten Jahren trat TMQ nur als Auftragsentwickler für frühe Spielekonsolen wie das Panasonic JR-200 oder bei Portierungen für Atarisoft in Erscheinung.
Als Apple Computer im Januar 1984 den Macintosh auf den Markt brachte, konzentrierte sich das Unternehmen sehr stark auf dieses System. Tod Zipnick und sein Team waren begeistert von der Idee einer durch die Maus gesteuerten grafischen Benutzeroberfläche. Damit wollte man auch die Steuerung von Computerspielen revolutionieren. Man plante ein Adventurespiel, bei dem die Eingabe von Befehlen allein mit der Maus über ein Point-and-Click-Interface erfolgen sollte. Die bis dahin bei Adventures unvermeidlichen Texteingaben und deren Interpretation über einen Parser sollten vollständig wegfallen. Vergleichbare Ansätze hatte es zwar schon 1983 in Japan bei T&E Soft Corporation gegeben, die ein Interface mit Cursor-Steuerung für das FM-7 von Fujitsu entwickelt hatten und 1984 war mit Enchanted Scepters von Silicon Beach Software bereits ein erstes Point-and-Click-Adventure für den Macintosh erschienen. Diese Vorläufer blieben aber weitgehend unbekannt. Die Steuerungsmöglichkeiten waren noch zu beschränkt und die Grafik zu schlicht, als dass sich die Spiele von klassischen Textadventures hätten abheben können.
So gelang es dann erst ICOM Simulations mit seiner MacVenture-Engine und dem ersten auf ihrer Basis entwickelten Adventure Déjà Vu: A Nightmare Comes True im Jahr 1985, den Grundstein für das neue Spiele-Genre zu legen. Es folgten drei weitere MacVenture-Point-and-Click-Adventures: Uninvited 1986, Shadowgate 1987 und die Fortsetzung des ersten Titels Déjà Vu II: Lost in Las Vegas 1988. Zunächst jeweils für Macintosh, dann aber nach und nach auch als Portierungen auf den anderen zu dieser Zeit gängigen Systemen. Spätestens ab 1987, als sich auch Lucasfilm Games, das spätere LucasArts, mit seinem Maniac Mansion für eine vergleichbare Steuerung entschied, konnten Point-and-Click-Adventures innerhalb weniger Jahre die Textadventures verdrängen.
Die MacVenture-Engine setzte so unmittelbar auf die „Macintosh System Software“, das frühe Mac OS, auf, dass einige der dafür erstellten Tools als systemnahe Software auch außerhalb der Spielebranche auf Interesse stießen, wie vor allem der von Waldemar Horwat in Assembler programmierte Debugger TMON oder der Application Launcher namens OnCue.
Anfang der 1990er-Jahre erkannte ICOM Simulations die Vorteile der plattformübergreifenden Entwicklung von Spielen mit hohen Multimedia-Anteilen für CD-ROM und setzte bei seiner Reihe Sherlock Holmes: Consulting Detective bei intensiver Nutzung der Full-Motion-Video-Technik konsequent für alle Plattformen auf das neue Medium. Der erste Teil der Sherlock-Holmes-Reihe galt 1991 als das erste interaktive Multimedia-Spiel auf CD-ROM für PC.
Tom Zipnick, der Unternehmensgründer und bis zuletzt größte Aktionär verstarb jedoch am 5. Juli 1991 im Alter von 35 Jahren an den Folgen seiner Erkrankung am Hodgkin-Lymphom. Einen Nachfolger für Shadowgate, das kommerziell erfolgreichste MacVenture-Adventure, brachte ICOM Simulations noch Anfang 1993 unter dem Titel Beyond Shadowgate für das TurboGrafx 16 auf den Markt. Nur wenige Monate später, im Mai 1993, wurde das Unternehmen von Viacom aufgekauft.

### Viacom New Media
Nach Gründung der Viacom Interactive Media im Juni 1994 in Chicago durch die Viacom-Manager Sumner Redstone und Frank Biondi wurden alle Softwareaktivitäten des Konzerns in zwei Bereiche aufgeteilt. In Viacom New Media, zuständig für die Entwicklung von CD-ROM- und Cartridge-Titeln und in Viacom Interactive Services mit Schwerpunkt auf Onlinediensten und Internet-TV. Die ehemalige ICOM Simulations ging dabei in der Geschäftseinheit Viacom New Media auf. Dennis Defensor, der nach dem Tod des Gründers die Leitung von ICOM übernommen und zunächst auch die Position als Senior Vice President bei Viacom New Media übernommen hatte, verließ noch im gleichen Jahr das Unternehmen.
Unmittelbar nach seiner Übernahme veröffentlichte das ICOM-Team mit Dracula Unleashed noch ein Adventure, das technisch direkt an die Sherlock-Holmes-Serie anschließt. In der Folgezeit konzentrierte sich die Entwicklung dann aber ausschließlich auf die Verwertung von TV-Rechten des Viacom-Konzerns, vor allem der Cartoon-Charaktere Bugs Bunny, Rocko aus Rockos modernes Leben und Beavis and Butt-Head der Sender Nickelodeon und MTV.

## Nachfolger

### Rabid Entertainment
1996 firmierte Viacom den Bereich um die ehemalige ICOM Simulations in Rabit Entertainment, Inc. um und gliederte ihn als eigenständiges Unternehmen im Frühjahr 1997 aus dem Konzern aus. Es folgte dann aber kein Neuanfang, sondern bis 1998 die Auflösung des Unternehmens.

### Infinite Ventures
Es gelang einem unabhängigen, im Jahr 1997 durch einen ehemaligen Mitarbeiter von Viacom New Media gegründeten Unternehmen namens Infinite Ventures, Inc., von Rabid Entertainment noch vor deren Auflösung die Rechte an den ehemaligen ICOM-Spielen zu erwerben. Mit der Unterstützung ehemaliger Mitarbeiter aus dem ursprünglichen Entwicklerteam überarbeitete man noch einmal die drei Folgen der Serie Sherlock Holmes: Consulting Detective und brachte sie mit deutlich verbesserter Qualität als interaktive DVD heraus. Es folgten optisch und technisch deutlich verbesserte Portierungen der MacVenture-Adventures für den Game Boy Color und Windows Mobile. Zwischen 2007 und 2008 stellte jedoch auch Infinite Ventures seine Geschäftstätigkeit ein.

### Zojoi
David Marsh, ein ehemaliger Entwickler von ICOM Simulations, der zugunsten von Infinite Ventures schon 1998 beratend beim Ankauf der Rechte mitgewirkt hatte, konnte sich im Januar 2012 schließlich selbst ein Rechtepaket mit ICOM-Klassikern sichern. Am 5. März 2012 gründete er gemeinsam mit Karl Roelofs, einem weiteren ICOM-Veteran, das Unternehmen Zojoi, LLC., das sich seitdem mit Remakes und Upgrades früherer Titel beschäftigt.
Im Herbst 2012 startete Zojoi zwei Crowdfunding-Kampagnen auf der Plattform Kickstarter, eine für die weitere Portierung der Sherlock-Holmes-Reihe und eine weitere für die Finanzierung eines verbesserten und erweiterten Remakes von Shadowgate. Bei Sherlock Holmes blieb die Kampagne erfolglos, nichtsdestotrotz erschienen die drei Fälle aus dem ersten Teil der Sherlock-Holmes-Reihe bereits Ende 2012 als mobile App. Der über Kickstarter für Shadowgate gesammelte Betrag übertraf das angestrebte Ziel, lag aber deutlich unterhalb der etwa zur gleichen Zeit mit großer öffentlicher Aufmerksamkeit gefeierten Erfolge der Spiele-Projekte von Tim Schafer, Brian Fargo und Jordan Weisman. Zum Erscheinen des Remakes im August 2014 veröffentlichte Zojoi über die Vertriebsplattform Steam nochmals die ursprüngliche Fassung des Spiels und ließ im Januar 2015 die übrigen MacVenture-Adventures im Originaldesign der 1980er-Jahre folgen. 2019 brachte Zojoi ein weiteres Adventure auf den Markt, Argonus and the Gods of Stone.

## Spiele
| Titel                                          | Veröffentlichung | Entwickelt von   | Veröffentlicht durch    | Plattform                     |
| ---------------------------------------------- | ---------------- | ---------------- | ----------------------- | ----------------------------- |
| Déjà Vu: A Nightmare Comes True                | 1985             | ICOM Simulations | Mindscape               | Macintosh                     |
| Uninvited                                      | 1986             | ICOM Simulations | Mindscape               | Macintosh                     |
| Shadowgate                                     | 1987             | ICOM Simulations | Mindscape               | Macintosh                     |
| Déjà Vu II: Lost in Las Vegas                  | 1988             | ICOM Simulations | Mindscape               | Macintosh                     |
| Addams Family, The                             | 1991             | ICOM Simulations | NEC Technologies        | PC Engine, mit CD-ROM² Add-on |
| Yo' Bro                                        | 1991             | ICOM Simulations | NEC Technologies        | TurboGrafx 16                 |
| Sherlock Holmes: Consulting Detective          | 1991             | ICOM Simulations | ICOM Simulations        | PC                            |
| Sherlock Holmes: Consulting Detective Vol. II  | 1992             | ICOM Simulations | ICOM Simulations        | PC                            |
| Road Runner's Death Valley Rally               | 1992             | ICOM Simulations | Sunsoft                 | SNES                          |
| Ghost Manor                                    | 1992             | ICOM Simulations | Turbo Technologies Inc. | TurboGrafx 16                 |
| Shape Shifter                                  | 1992             | ICOM Simulations | Turbo Technologies Inc. | PC Engine, mit CD-ROM²-Add-on |
| Sherlock Holmes: Consulting Detective Vol. III | 1993             | ICOM Simulations | ICOM Simulations        | PC                            |
| Beyond Shadowgate                              | 1993             | ICOM Simulations | Turbo Technologies Inc. | PC Engine, mit CD-ROM²-Add-on |
| Camp California                                | 1993             | ICOM Simulations | Turbo Technologies Inc. | PC Engine, mit CD-ROM²-Add-on |
| Daffy Duck: The Marvin Missions                | 1993             | ICOM Simulations | Sunsoft                 | SNES                          |
| Dracula Unleashed                              | 1993             | ICOM Simulations | Viacom New Media        | PC                            |
| Bugs Bunny Rabbit Rampage                      | 1994             | Viacom New Media | Sunsoft                 | SNES                          |
| Nickelodeon GUTS                               | 1994             | Viacom New Media | Viacom New Media        | SNES                          |
| MTV: Club Dead                                 | 1994             | Viacom New Media | Viacom New Media        | Macintosh, PC                 |
| Rocko's Modern Life: Spunky's Dangerous Day    | 1994             | Viacom New Media | Viacom New Media        | SNES                          |
| Phantom 2040                                   | 1995             | Viacom New Media | Viacom New Media        | SNES                          |
| Beavis and Butt-Head in Virtual Stupidity      | 1995             | Viacom New Media | Viacom New Media        | PlayStation, PC               |
| Beavis and Butt-head in Little Thingies        | 1996             | Viacom New Media | Viacom New Media        | PC                            |
| Beavis and Butt-head in Wiener Takes All       | 1996             | Viacom New Media | Viacom New Media        | Macintosh, PC                 |
| Beavis and Butt-Head in Calling All Dorks      | 1996             | Viacom New Media | Viacom New Media        | PC                            |
| MTV: Slamscape                                 | 1996             | Viacom New Media | Viacom New Media        | PlayStation                   |
| Beavis and Butt-Head in Screen Wreckers        | 1997             | Viacom New Media | Viacom New Media        | Macintosh, PC                 |

1. ↑  Publisher der ersten Veröffentlichung (Spätere Portierungen und Remakes veröffentlichte ICOM teilweise selbst, teilweise kamen neue Publisher hinzu)
2. ↑  Plattform der ersten Veröffentlichung (ohne ggf. spätere Portierungen)
3. 1 2 3 4  
Das Spiel erschien zwar für das US-amerikanische TurboGrafx CD, also für TurboGrafx 16 mit dem als Add-on erhältlichen externen CD-Laufwerk. Die Geräte waren jedoch baugleich mit der japanischen PC Engine und deren Add-on CD-ROM². Das Spiel ist auf allen Varianten der Konsole spielbar.
4. 1 2  
Das Spiel erschien für das US-amerikanische TurboGrafx 16. Im Unterschied zur ansonsten baugleichen PC Engine waren die Anschlusskontakte der HuCard-Speicherkarten regional abweichend belegt (Regionalcode). Das in den USA auf Karte veröffentlichte Spiel war damit nicht zur japanischen PC Engine kompatibel.